# Jean-Baptiste Du Hamel

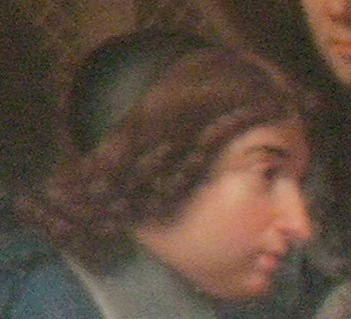
Jean-Baptiste Du Hamel, Ausschnitt aus einem Gemälde von Henri Testelin (1616–1695)

Jean-Baptiste Du Hamel (oder Duhamel, * 11. Juni 1624 in Vire; † 6. August 1706 in Paris) war ein französischer Philosoph und Theologe. Er war von 1666 bis 1697 der erste Sektretär der Académie des sciences.

## Leben und Wirken
Du Hamel war ein Sohn des Anwalts Nicolas Du Hamel. Er begann seine Studien in Caen und beendete sie in Paris. Bereits 1643 veröffentlichte er die kurze mathematische Abhandlung Elementa astronomica, die sich mit der „Kugellehre“ von Theodosios von Tripolis auseinandersetzte.
Am 25. Dezember 1643 wurde er Mitglied der Kongregation Oratoire de France, der er bis 1653 angehörte. Im September 1644 wurde er an die Universität Angers geschickt, um dort Philosophie zu unterrichten. Dort wurde er 1649 zum Priester ordiniert. Im Oktober 1652 wurde er nach Paris zurückberufen. Von 1653 an war er Pfarrer in Neuilly-sur-Marne. 1656 wurde er zum königlichen Kaplan ernannt. 1663 gab er das Vikariat in Neuilly-sur-Marne auf, um bis 1666 als Kanzler von François de Nesmond, dem Bischof von Bayeux, in Paris tätig zu sein.
Als 1666 auf Initiative von Jean-Baptiste Colbert die Académie des sciences gründet wurde, wurde Du Hamel deren erster Sekretär. Dieses Amt bekleidete er bis zum 9. Januar 1697, als Bernard le Bovier de Fontenelle sein Nachfolger wurde.
Mit Charles Colbert nahm er 1668 in Aix-la-Chapelle (Aachen) an den Friedensverhandlungen teil, die den Devolutionskrieg zwischen Spanien und Frankreich beendeten. Anschließend begleitete er ihn bis 1670 auf diplomatischen Missionen in den Niederlanden und England. In England lernte Du Hamel unter anderen Robert Boyle und Henry Oldenburg kennen.
Du Hamel veröffentlichte 1698 mit Regiae scientiarum academiae historia die erste geschichtliche Darstellung der Académie des sciences.

## Schriften (Auswahl)
- Elementa astronomica ubi Theodosii Tripolitae sphaericorum libri tres cum universa triangulorum resolutione nova succincta et facillime arte demonstrantur. Paris 1643.
- Astronomia physica, seu de luce, natura et motibus corporum caelestium libri duo […] Accessere Petri Petiti observationes aliquot eclipsium solis et lunae […]. Paris 1660 (Digitalisat).
- De meteoris et fossilibus libri duo […]. Paris 1660 (Digitalisat, Digitalisat).
- De consensu veteris et novae philosophiae libri duo […]. Paris 1663 (Digitalisat, Digitalisat).
- De corporum affectionibus cum manifestis, tum occultis, libri duo, seu Promotae per experimenta philosophiae specimen […]. Paris 1670 (Digitalisat).
- De mente humana libri quatuor […]. Paris 1672 (Digitalisat).
- De corpore animato libri quatuor: Seu promotae per experimenta philosophiae specimen alterum. Paris 1673 (Digitalisat).
- Philosophia vetus et nova ad usum Scholae accommodata, in regia burgundia olim Pertractata. 2 Bände, Paris 1678 (Band 1, Band 2).
  - 2 Bände, Ziegler, Nürnberg 1682 (Band 1, Band 2).
  - 3. Auflage, 2 Bände, Paris 1684 (Digitalisat).
- Operum philosophicorum. 2 Bände. Zieger, Nürnberg 1681 (Band 1, Band 2).
- Theologia speculatrix et practica iuxta Sanctorum Patrum dogmata pertractata, & ad usum Scholae accommodata. Paris 1691 (Band 1, Band 2, Band 3, Band 4, Band 5, Band 6, Band 7).
- Regiae scientiarum academiae historia. Paris 1698 (Digitalisat).
  - Leipzig 1700 (Digitalisat).
  - 2. Auflage. Paris 1701 (Digitalisat).
- Institutiones Biblicae, seu Scripturae sacrae prolegomena; una cum selectis annotationibus in Pentateuchum. Paris 1698 (Digitalisat).
- Psaumes (1701).
- Livres de Salomon (1703).
- Sapience (1703).
- Ecclésiaste (1703).
- Biblia Sacra vulgatae editionis […]. Paris 1705 (Digitalisat).